# Sumahilang
Sumahilang is een bestuurslaag in het regentschap Pekanbaru van de provincie Riau, Indonesië. Sumahilang telt 4632 inwoners (volkstelling 2010).